# Toluen-3,4-ditiolo
Il toluen-3,4-ditiolo è un composto aromatico.
A temperatura ambiente si presenta come un solido giallognolo-bianco dall'odore caratteristico.